# Imre Gyöngyössy
Imre Gyöngyössy (Pécs, 25 febbraio 1930 – Budapest, 1º maggio 1994) è stato un regista, scrittore, poeta, drammaturgo e sceneggiatore ungherese.

## Biografia
Diplomatosi alla scuola di regia nel 1961, nel 1969 diresse il suo primo lungometraggio. Dalla fine del 1970, visse e lavorò nella repubblica federale tedesca. Il suo lavoro gli procurò un grande successo internazionale. Sua moglie Katalin Petényi era una storica dell'arte, sceneggiatrice e montatrice, suo figlio Bence è diventato anche lui regista.

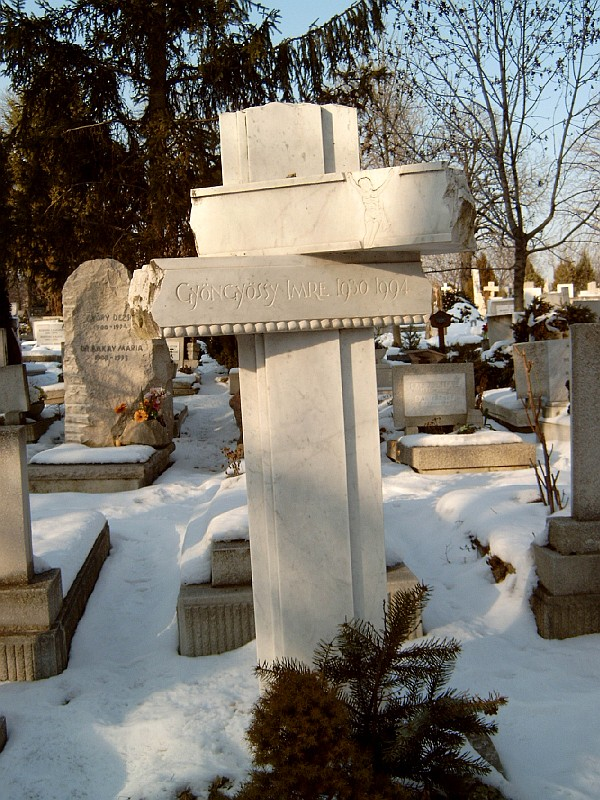
La tomba nel cimitero Farkasréti di Budapest

È morto il 1º maggio 1994 a Budapest, all'età di 64 anni, stesso giorno della scomparsa del tre volte campione del mondo di Formula 1 Ayrton Senna. Gyöngyössy oggi riposa nel cimitero Farkasréti, a Budapest. Nel 1997, gli è stato dedicato il documentario In memoriam Gyöngyössy Imre.

## Filmografia

### Regista
- Aranysárkány, co-regia di László Ranódy (1966)
- Férfi arckép (1968)
- Domenica delle palme (Virágvasárnap) (1969)
- Re Magi (Meztelen vagy) (1972)
- Szarvassá vált fiúk (1974)
- La rivolta di Giobbe (Jób lázadása) (1983)
- Yerma (1984)

### Sceneggiatore
- Sodrásban, regia di István Gaál - consulente (1964)
- Diecimila soli (Tízezer nap), regia di Ferenc Kósa (1967)
- Domenica delle palme (Virágvasárnap), regia di Imre Gyöngyössy (1969)
- Nuda dal fiume (Touha zvaná Anada), regia di Ján Kadár e Elmar Klos (1970)
- Meztelen vagy, regia di Imre Gyöngyössy (1972)
- Szarvassá vált fiúk, regia di Imre Gyöngyössy (1974)
- Várakozók
- Legenda a nyúlpaprikásról
- Két elhatározás
- In memoriam Gyöngyössy Imre, regia di Barna Kabay e Katalin Petényi (1997)